# Крізь сльози
«Крізь сльози» — комедійний фільм 1928 року режисера Григорія Гричера (Чериковера) по мотивам оповідань Шолома Алейхема. Створений на Одеській кіностудії ВУФКУ. Прем'єра в СРСР відбулася 2 квітня 1928 року, світова прем'єра – 2 квітні 1928 року, прем'єра в США – 12 листопада 1933 року. Фільм мав неабиякий успіх. У США. зберіглася єдина відома копія стрічки, перемонтована та дубльована мовою їдиш.
Хронометраж картини – 1 година 35 хвилин.
Фільм увійшов до рейтингу «100 найкращих фільмів в історії українського кіно».

## Історія створення
Сценарій фільму «Крізь сльози» був написаний у 1927 році на основі оповідань Шолома Алейхема «Зачарований кравець», «Мотес – син Кантора Пейса» та «Ножик». Сценарій не був рекомендований Вищим кіно-репертуарним комітетом, проте Григорій Гричер встиг розпочати зйомки за два тижні до офіційної заборони.

## Зміст
У єврейському містечку живе бідний кравець Перчик. Його дочка Фріда кохає безробітного Елю, проте Перчик виступає проти їхнього шлюбу. В Перчика та його дружини Бейли мріють придбати козу – її молоко було б їжею для Перчика та його родини. Назбиравши грошей, Перчик купує козу у багатого шинкаря, але той ошукує кравця: замість кози продає йому цапа.

## Знімальна група
Сценаристи – І. Сквирський, Григорій Гричер (Чериковер).
Оператори – Фрідріх Вериго-Даровський, Ніколас Фаркаш.
Композитор – Шолом Секунда.
Художник – Йосип Шпинель.

## Акторський склад
У головних ролях: Іван Кавеберг, Анна Горичева, Д. Кантор, Абрам Вабник, Ф. А. Сословський, C.Дж. Силберман, А. Харитонов, Володимир Ланський, Марія Синельникова.